# Bad Cat
Bad Cat er en tyrkisk computeranimationsfilm fra 2016 som er baseret på tegneserien med samme navn af Bülent Üstün.

## Handling
Shero er en alkoholiserede, ekstremt voldelige og 100 procent frastødende kat. Efter der bliver sparket ud af huset af ejeren dan begå overlagt mord, for første gang i sit liv virkelig alvorligt forelsket i en kat ved navnet Misscat. Der bliver vendt op og ned på kat Shero liv, da han opdager, at han har en søn. Moren er død, så lille Taco har ikke andre end sin far. Misscat vil sætte ham i lære som far i en dage? Nu er Shero parat til at komme videre med sit liv, men først han med sin søn vil røver en bank og skal blive jagtet af en zombie.

## Medvirkende
| Original stemme | Figur   |
| --------------- | ------- |
| Uğur Yücel      | Shero   |
| Demet Evgar     | Taco    |
| Demet Evgar     | Misscat |
| Okan Yalabık    | Zombie  |
| Güven Kıraç     | Rıza    |
| Gökçe Özyol     | Rıfkı   |
| Yekta Kopan     | Black   |
| Ahmet Taylan    | Tank    |
| Cezmi Baskın    | Semi    |
| Ayşen Gruda     | Hazel   |

## Udsendelse
Filmen blev udgivet i biografer den 5. februar 2016 i Tyrkiet med oprindelig tyrkisk dubbing, den 2. februar 2017 i Panama med panansk spansk dubbing, den 11. juli 2008 i Argentina med spansk dubbing, 23. november 2017 i Mellemøsten med engelsk dubbing, 18. oktober 2018 i Portugal med portugisisk dubbing. Filmen blev udgivet på DVD og Blu-ray den 6. september 2017 i Benelux med fransk dubbing. Filmen blev dubbet på polsk og screenet i Cinemax den 25. august 2017. Filmen blev dubbet på persisk sprog 2017 i Iran for video on demand.